# Roupala barnettiae
Roupala barnettiae är en tvåhjärtbladig växtart som beskrevs av L.J. Dorr. Roupala barnettiae ingår i släktet Roupala och familjen Proteaceae. Inga underarter finns listade i Catalogue of Life.